# 新納氏
新納氏（にいろし）は、日本の氏族の一つ。
島津宗家4代当主忠宗の四男・時久が日向児湯郡新納院の地頭に任じられ、高城に入り「新納氏」を称したことから始まる。

## 日向・新納氏嫡流
新納氏は初代新納時久の代より日向高城（現・木城町）を本拠地としていた。足利政権内で尊氏・直義兄弟の争いが起こると、直義方の畠山氏によって高城を追われ本拠地を日向救仁院に移す。2代実久の代に松尾城・志布志城に入り、5代忠続の時に宗家忠昌の命で飫肥へと移され、隣接する櫛間（現・串間市）に封ぜられていた島津の分家・伊作家の島津久逸と共に日向伊東氏の備えとなる。しかし忠続は久逸と対立、攻撃を受け飫肥を奪われてしまう。島津宗家によって飫肥は取り戻されたが、飫肥は同じく分家の豊州家に任され、忠続には改めて日向志布志の地が与えられた。伊作氏とは後に和睦し、忠続弟是久の娘常盤が伊作善久に嫁ぎ、一子忠良をもうける。8代忠勝は周囲との豪族と争いつつ所領を拡大していったが、9代忠茂の代に豊州家や北郷氏、肝付氏らに攻められ志布志を失い、佐土原へと亡命した。
　
1. 時久…子：久有、実久（2代）
2. 実久…子：久顕、忠臣（3代）
3. 忠臣…子：忠治（4代）、女（島津宗家9代忠国の室）
4. 忠治…子：忠続（5代）、忠明（6代）、是久
5. 忠続
6. 忠明…子：忠武（7代）
7. 忠武…子：忠勝（8代）
8. 忠勝…子：忠茂（9代）

## 島津家家臣・新納氏庶流
島津家の重臣にして勇将として知られる忠元の家は、2代実久より分かれた庶流である。新納本家が志布志を失い佐土原へと追われると、忠元は父の祐久とともに島津貴久に伺候。貴久・義久親子の薩摩平定、九州統一の数多くの戦に参加、功績を挙げている。また関ヶ原の戦いにおいて島津義弘とともに戦い、戦後本領安堵のため上方との交渉にあたった旅庵も忠元とは別の庶流であり、2人は又従兄弟の関係にあたる。
　
- 忠元
- 忠堯
- 忠増
- 久饒
- 旅庵

## 江戸時代・新納氏
新納本家は「浪江家」とも称され、大隅桑原郡三躰堂村で350石を領している（一所持）。忠元の家は「内蔵家」とも称され、薩摩伊佐郡大口木氏村にて150石を領し、大目付・家老などの要職にあった（寄合衆）。また旅庵の系統は薩摩川辺郡川辺神殿村にて240石を領し、久了を祖とする「五郎右衛門家」、その実弟・久品を祖とする「十郎右衛門隼人家」があり（共に寄合衆）、旅庵から数代家老の職にあった。
また正徳年間より、次男の家は邦永氏（くにながし）を名乗るよう主命が降った（明治3年以降に新納氏への復姓が許される）。

## 系譜
```
凡例

1)  注）太字は嫡流、━は実子、＝は養子。
2) （　）は系図に記載されているものの家督を継げなかった人物を示す。
3) （注）の久陳は同一人物。
4) 『薩陽武鑑』にもとづく。
```

```
島津忠宗
 
 　┣━━━┳━━━━┳━━━━┳━━━━┳━━━━┳━━━━┓
　
貞久
　　　
和泉
忠氏
　　　
佐多
忠光
　　　
新納時久
　　　
樺山
資久
　　　
北郷
資忠
　　　　
石坂
久泰

　　　　　　　　　　　　　　　　　　　　　　　　　 　　　　　　　　　　　　┏━━╋━━┓　　　
　　　　　　　　　　　　　　　　　　　　　　　　　　　　　　　　　　　　　
久有
　　　　
実久
　　　　
将監

 　┏━━━━┳━━━━━━━━┫

大崎
久吉
　　　　
久顕
　　　　　　　　　　　　　　　　　　　　　　　
忠臣

 ┏━━━━┛　　　┏━━━━━━┻━━━━━━━━━━━━━━┓

忠泰
　　　　　　　　　　　　　　　　
忠治
　　　　　　　　　　　　　　　　　　　　　　　　　　　　　　　　　　　　　　　    　     　　　　　　　　　　    　　　　
忠匡

 ┃　　　　　　　　　　┏━━╋━━┓　　　　　　　　　　　　　　　　　　　　　　　　　　　　　　　　　　　　　　　　　  　　    　        　　　┃

忠親
　　　　　　
忠続
　　　
忠明
　　　　
是久
　　　　　　　                   　　　　　      　　　　　　　　　　　　　　　　　　　　
忠辰

 ┏━━━━━━┛　　　　　　　┣━━┓　　　　　　　　　　　　　　　　　　　　　　　　　　　　　　　　　   　　　     　　    ┣━━┓

忠武
　　　　　　　　　　　　　　　　　　　　　　　　　　
友義
　　　　
常盤
　　　　　　　　　　　　　　                         　　　　　　　　
忠興
　　　
久友

 ┣━━┓　　　　　　　　　　┏━━╋━━┳━━┓　　　　　　　　　　　　　　　　　　　　　　　　　　　　            ┃

忠勝
　　
忠郷
　　　　　　　　
忠祐
　　　
忠澄
　　　
忠光
　　　
忠載
　　　　          　             　　　　　　　　　
忠行

 ┣━━┓　　　　　　　　　　┃　　　　　　┃　　　　　　　　　　　　　　　　　　　　　　　　　　　　　　　　　　　　　　　　　　　　       　   　　    ┃

忠茂
　　
忠常
　　　　　　　　
祐久
　　
康久
　　　　　　　　　　　　　　　　　　　　　　              　　　   　　　    　　　　　　　　
忠澄

 ┃　　　　　　　　　　┏━━┫　　　　　　┣━━┳━━┳━━━━━━━┓　        　　  ┃

武久
　　　　　　
忠元
　　　　
忠佐
　
又八郎
 
久饒
　 　
長住
　                  　　
忠秀
          　
龍雲

 ┃　　　　　　　　　┣━━┓　　　　　　　　　　　　　　　　　　　　　　　　　 ∥┗━┓　        　 　┏┻━━┓

忠真
　　　　
忠堯
　　　　
忠増
 　　　　　　　　　　　　　　　　　　　　　　
久詮
 
新四郎
    
肝付
兼康
   
久親

 ∥　       　┃　      ┃　　               ┏━━╋━━┳━━┓

忠在
    　
忠光
     ┃                 
久了
　
久吉
　   
経貞
  　
久品

 ∥        　∥┏━┫                 ∥┏━━━━┛　     　┃

忠彰
    　
忠清
  　
久連
              
久仲
　　　                 　　   
久見

 ∥　       　┣━━┓ 　               ┗━━━━━┓　     　┃

久辰
　   
忠従
　   
忠貴
　　　                            　　　 
久致
　   
久富

 ┃　　　    　　┃　　　　　　 ┃　　                                    ┃

久珍
　　　　
忠鎮
　　　 
久張
　                                
久達

 ┣━━┓　　┃　　　　　　　 ┃　　┃

久邦
　
久嗣
　
久敦
　　　　　　 
久起
　 男
 ┃　　　　　┃　　　　　　　 ┃　　∥

久謐
　　　　
久品
　　　　　 （
久記
）久陳
(注)

 ┣━━┓　　┃　　　　　　　 ┃   ┣━━┳━━━┓

久宝
　
九郎
　
久寿
　　　　　　 
久義
 
久品
 
仲四郎
 
十郎衛門

 ┃　　　　　┣━━┳━━┓　 ┃ 　　　　┃

久成
　　　　
久命
 
久陳
(注)
七郎
 
久芳
　　　 
久徴

 ┃　　　　　∥┗━┓

久世
　　　（
久敬
） 女
 ┃　　┏━┛∥

四郎
   女  
久仰

 ┃　　　　　┃

荘八郎
　　　
久脩
```